# Henjō
Yoshimine no Munesada, meglio conosciuto come Henjō (良岑宗貞, 遍昭 o 遍照; 816 – 12 febbraio 890), è stato un poeta waka e sacerdote buddista giapponese.

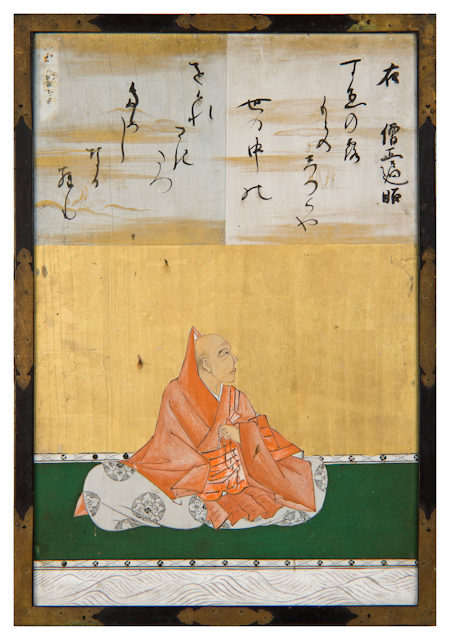
Sōjō Henjō by Kanō Tan'yū, 1648

Nell'antologia poetica Kokin Wakashū, è elencato come uno dei sei notevoli poeti waka e uno dei Trentasei Immortali della Poesia.

## Biografia
Munesada era l'ottavo figlio del Dainagon Yoshimine no Yasuyo (良岑安世), figlio dell'imperatore Kanmu, relegato alla vita civile. Iniziò la sua carriera come cortigiano e in seguito fu nominato kurōdo dell'imperatore Ninmyō. Nell'849 fu elevato a Capo del Kurōdo (蔵人頭, Kurōdo no Tō). Dopo la morte dell'imperatore Nimmyō nell'850, Munesada, a causa del suo dolore, divenne monaco, prendendo il nome religioso Henjō (letteralmente "Universalmente illuminato"). Era un prete della scuola Tendai.
Nell'877 Munesada fondò Gangyō-ji (元慶寺) a Yamashina, nella parte sud-est di Kyoto, ma continuò ad essere attivo nella politica di corte. Nell'869 gli fu dato un altro tempio, Urin-in o Unrin-in (雲林院), nel nord di Kyoto e gestiva entrambi i templi. Nell'885 fu classificato sommo sacerdote e fu chiamato Kazan Sōjō (花山僧正).
Si diceva che avesse avuto una storia d'amore con la famosa poeta Ono no Komachi.
Trentacinque dei suoi waka furono inclusi in antologie imperiali tra cui Kokin Wakashū. La prefazione a Ki no Tsurayuki lo criticava: "sa costruire il waka, ma c'è meno emozione reale. È come quando vedi la foto di una donna e ti commuove il cuore".
Anche suo figlio, Sosei, era un poeta waka e un monaco.

## Poesia
Henjō era famoso per la seguente poesia presente nell'Hyakunin Isshu:
天つ風雲の通ひ路吹き閉ぢよ
をとめの姿しばしとどめむ
ama tsu kaze kumo no kayoiji fuki-toji yo
otome no sugata shibashi todomen
(Brezze del Paradiso, soffiate per chiudere il sentiero tra le nuvole per impedire ancora un po' a questi danzatori celesti di tornare a casa)
(Kokin Wakashū 17:872)